# 桶田大介
桶田 大介（おけだ だいすけ、1975年9月24日 - ）は、日本の弁護士。シティライツ事務所パートナー。
アニメ法務などを専門とする。株式会社IGポート・株式会社Plott監査役、株式会社ブシロード取締役、一般社団法人日本アニメーター・演出協会・特定非営利活動法人アニメ特撮アーカイブ機構監事等を務める。

## 人物・経歴
東京都生まれ。麻布高等学校を経て、2002年一橋大学法学部卒業。吉田尚記とは高校の同級生で、アニメのビデオの貸し借りをする仲だった。2005年大阪弁護士会弁護士登録、北浜法律事務所入所。2008年プロボノで日本アニメーター・演出協会に参画し監事に就任。
2010年ロンドン大学クィーンメアリー校法科大学院修士課程修了、法学修士 (LL.M.)。同年文化庁若手アニメーター育成プロジェクトプロジェクトマネージャ、文化庁メディア芸術情報拠点・コンソーシアム構築事業コーディネーター。2014年IGポート監査役、マンガ・アニメ・ゲームに関する議員連盟アドバイザー。2015年国立新美術館参与。2016年牛鳴坂法律事務所パートナー。2017年アニメ特撮アーカイブ機構監事。2018年ブシロード取締役。2019年シティライツ法律事務所パートナー。
専門はアニメに関する法務等で、マンガ・アニメ海賊版対策協議会事務局長、アニメミライ代表理事なども務めた。2019年には京都アニメーション代理人として、京都アニメーション放火殺人事件への対応にあたった。2022年Plott監査役。

## 著書
- 『アーカイブのつくりかた：構築と活用入門』（NPO知的資源イニシアティブ編、共著）勉誠出版 2012年

## 参加アニメ
2013年
- 宇宙戦艦ヤマト2199 (Special Thanks)

2015年
- リトルウィッチアカデミア 魔法仕掛けのパレード（プロデューサー）

2016年
- この世界の片隅に（法務）

2020年
- 劇場版 ヴァイオレット・エヴァーガーデン (Special Thanks)